# 加达 (印度诗人)
加达（英語：Gaddar；1949年—2023年8月6日），本名古马迪·维塔尔·拉奥（英語：Gummadi Vittal Rao），是印度特伦甘纳邦的泰卢固语诗人、民谣演唱家以及前纳萨尔派活动家。其名“加达”旨在纪念20世纪10年代反对英国在旁遮普地区殖民统治的加达党（Ghadar party）。

## 特伦甘纳分邦

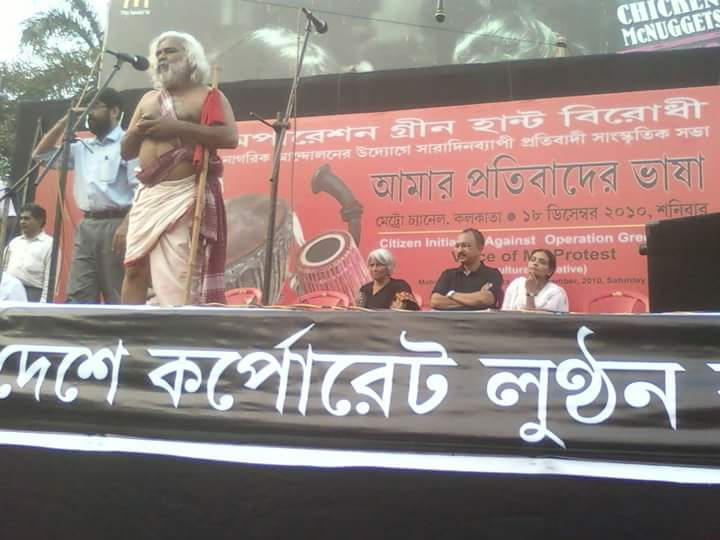
2010年加德于加尔各答进行演唱，以反对绿色狩猎行动

随着特伦甘纳运动的复苏，加达表达了他对特伦甘纳邦分邦及其提倡者的支持，他们的目的是提升较低级的种姓，特别是达利特（贱民）及其他落后种姓。他表示，他强烈支持那些为了特伦甘纳邦的社会正义的人，为了使固定部落和固定种姓具有与该邦的OC和BC同等的政治代表性。他表示声援Devendar Gouds NTPP（Nava Telangana Praja Party），尽管Goud担任AP内政部长期间被警方枪杀。
加达的歌曲《Amma Telanganama Akali kekala gaanama》被选为特伦甘纳邦的邦歌。

## 奖项
- 南迪奖：2011年，凭借电影《嗨，特伦甘纳！（英语：Jai Bolo Telangana）》中的歌曲《Podustunna Poddumeeda》，加达获得南迪最佳男性歌曲配音歌手奖（英语：Nandi Award for Best Male Playback Singer）。